# Campionato Dilettanti Lombardia 1958-1959
Il Campionato Nazionale Dilettanti 1958-1959 è stato il V livello del campionato italiano. A carattere regionale, fu il secondo campionato dilettantistico con questo nome, e il settimo se si considera che alla Promozione fu cambiato il nome assegnandogli questo.
Questi sono i gironi organizzati dalla Lega Regionale Lombarda.

## Girone A

### Squadre partecipanti
| Squadra                 | Città (provincia)         | Stagione precedente |
| ----------------------- | ------------------------- | ------------------- |
| A.C. Angelo Antonini    | Sarezzo (BS)              |                     |
| A.C. Beretta            | Gardone Val Trompia (BS)  |                     |
| U.S. Breno              | Breno (BS)                |                     |
| A.C. Calolziocorte      | Calolziocorte (BG)        |                     |
| F.B.C. Chiari           | Chiari (BS)               |                     |
| S.S. Dalmine            | Dalmine (BG)              |                     |
| Pol. Darfense           | Darfo Boario Terme (BS)   |                     |
| U.S. Desenzano          | Desenzano del Garda (BS)  |                     |
| U.S. Fiorita Pagliarini | Romano di Lombardia (BG)  |                     |
| U.S. Gandinese          | Gandino (BG)              |                     |
| U.S. Ghedi              | Ghedi (BS)                |                     |
| C.R.A.L. Ilva Lovere    | Lovere (BG)               |                     |
| U.S. Nembrese           | Nembro (BG)               |                     |
| A.S. Orceana            | Orzinuovi (BS)            |                     |
| A.C. Toscolano Maderno  | Toscolano Maderno (BS)    |                     |
| U.S. Villanovese        | Villanuova sul Clisi (BS) |                     |

### Classifica finale
|  | Pos. | Squadra            | Pt | G  | V  | N  | P  | GF | GS | DR  |
|  | ---- | ------------------ | -- | -- | -- | -- | -- | -- | -- | --- |
|  | 1.   | Chiari             | 41 | 30 | 18 | 5  | 7  | 62 | 30 | +32 |
|  | 2.   | Ilva Lovere        | 40 | 30 | 17 | 6  | 7  | 70 | 31 | +39 |
|  | 3.   | Desenzano          | 39 | 30 | 14 | 11 | 5  | 46 | 30 | +16 |
|  | 4.   | Villanovese        | 37 | 30 | 14 | 9  | 7  | 57 | 40 | +17 |
|  | 4.   | Darfense           | 37 | 30 | 14 | 9  | 7  | 50 | 45 | +5  |
|  | 6.   | Beretta Gardone    | 35 | 30 | 14 | 7  | 9  | 62 | 36 | +26 |
|  | 7.   | Toscolano Maderno  | 34 | 30 | 14 | 6  | 10 | 55 | 38 | +17 |
|  | 7.   | Orceana            | 34 | 30 | 14 | 6  | 10 | 36 | 28 | +8  |
|  | 9.   | Angelo Antonini    | 29 | 30 | 9  | 11 | 10 | 44 | 44 | 0   |
|  | 10.  | Dalmine            | 28 | 30 | 11 | 6  | 13 | 50 | 56 | -6  |
|  | 11.  | Fiorita Pagliarini | 25 | 30 | 9  | 7  | 14 | 44 | 83 | -39 |
|  | 12.  | Nembrese           | 23 | 30 | 9  | 5  | 16 | 40 | 55 | -15 |
|  | 13.  | Gandinese          | 22 | 30 | 8  | 6  | 16 | 42 | 60 | -18 |
|  | 14.  | Breno              | 21 | 30 | 7  | 7  | 16 | 33 | 52 | -19 |
|  | 15.  | Ghedi              | 18 | 30 | 4  | 10 | 16 | 29 | 54 | -25 |
|  | 16.  | Calolziocorte      | 17 | 30 | 7  | 3  | 20 | 34 | 72 | -38 |

Legenda:
      Ammesso alle finali nazionali.
      Retrocesso in Seconda Categoria.
  Retrocesso e in seguito riammesso.
Regolamento:
Due punti a vittoria, uno a pareggio, zero a sconfitta.

## Girone B

### Squadre partecipanti
| Squadra             | Città (provincia)      | Stagione precedente |
| ------------------- | ---------------------- | ------------------- |
| F.C. Cantù          | Cantù (CO)             |                     |
| U.S. Caratese       | Carate Brianza (MI)    |                     |
| U.S. Chiavennese    | Chiavenna (SO)         |                     |
| A.S.C. Cinisello    | Cinisello Balsamo (MI) |                     |
| U.S. Concorezzese   | Concorezzo (MI)        |                     |
| Pol. Erbese         | Erba (CO)              |                     |
| S.S. Luciano Manara | Barzanò (CO)           |                     |
| U.S. Mariano        | Mariano Comense (CO)   |                     |
| U.S. Morbegnese     | Morbegno (SO)          |                     |
| A.S. Padernese      | Paderno d'Adda (CO)    |                     |
| S.S. Pro Lissone    | Lissone (MI)           |                     |
| S.C. Rilsan Snia    | Cesano Maderno (MI)    |                     |
| U.S. Tiranese       | Tirano (SO)            |                     |
| A.C. Villasanta     | Villasanta (MI)        |                     |
| U.S. Vis Casatese   | Casatenovo (CO)        |                     |
| A.S. Vis Nova       | Giussano (MI)          |                     |

### Classifica finale
|  | Pos. | Squadra        | Pt | G  | V  | N  | P  | GF | GS | DR  |
|  | ---- | -------------- | -- | -- | -- | -- | -- | -- | -- | --- |
|  | 1.   | Morbegnese     | 47 | 30 | 20 | 7  | 3  | 62 | 14 | +48 |
|  | 2.   | Mariano        | 43 | 30 | 18 | 7  | 5  | 49 | 29 | +40 |
|  | 3.   | Caratese       | 40 | 30 | 17 | 6  | 7  | 43 | 31 | +12 |
|  | 4.   | Erbese         | 36 | 30 | 14 | 8  | 8  | 48 | 32 | +16 |
|  | 4.   | Pro Lissone    | 36 | 30 | 13 | 10 | 7  | 60 | 46 | +14 |
|  | 6.   | Cinisello      | 35 | 30 | 15 | 5  | 10 | 67 | 44 | +23 |
|  | 7.   | Vis Nova       | 32 | 30 | 11 | 10 | 9  | 39 | 40 | -1  |
|  | 8.   | Rilsan Snia    | 29 | 30 | 11 | 7  | 12 | 40 | 41 | -1  |
|  | 8.   | Luciano Manara | 29 | 30 | 12 | 5  | 13 | 32 | 35 | -3  |
|  | 10.  | Padernese      | 27 | 30 | 12 | 3  | 15 | 43 | 50 | -7  |
|  | 11.  | Vis Casatese   | 26 | 30 | 10 | 6  | 14 | 37 | 37 | 0   |
|  | 12.  | Tiranese       | 24 | 30 | 9  | 6  | 15 | 43 | 56 | -13 |
|  | 13.  | Chiavennese    | 24 | 30 | 7  | 10 | 13 | 40 | 57 | -17 |
|  | 14.  | Cantù          | 19 | 30 | 5  | 9  | 16 | 29 | 46 | -17 |
|  | 14.  | Concorezzese   | 19 | 30 | 6  | 7  | 17 | 25 | 51 | -26 |
|  | 16.  | Villasanta     | 14 | 30 | 4  | 6  | 20 | 30 | 78 | -48 |

Legenda:
      Ammesso alle finali nazionali.
      Retrocesso in Seconda Categoria.
  Retrocesso e in seguito riammesso.
Regolamento:
Due punti a vittoria, uno a pareggio, zero a sconfitta.

## Girone C

### Squadre partecipanti
| Squadra                | Città (provincia)          | Stagione precedente |
| ---------------------- | -------------------------- | ------------------- |
| F.B.C. Abbiategrasso   | Abbiategrasso (MI)         |                     |
| U.S. Arlunese          | Arluno (MI)                |                     |
| U.S. Aurora Desio 1922 | Desio (MI)                 |                     |
| A.C. Banca del Lavoro  | Milano                     |                     |
| U.S. Caravaggio C.S.I. | Caravaggio (BG)            |                     |
| A.C. Cassano           | Cassano d'Adda (MI)        |                     |
| A.S. Cernusco          | Cernusco sul Naviglio (MI) |                     |
| U.S. Corsico           | Corsico (MI)               |                     |
| A.S. Erminio Giana     | Gorgonzola (MI)            |                     |
| S.S. Fulgor Canonica   | Canonica d'Adda (BG)       |                     |
| S.S. La Benvenuta      | Bollate (MI)               |                     |
| A.S. Pejo Lorenteggio  | Milano                     |                     |
| A.S. Speranza Siltal   | Abbiategrasso (MI)         |                     |
| C.S. Trevigliese       | Treviglio (BG)             |                     |
| S.S. Tritium           | Trezzo sull'Adda (MI)      |                     |
| S.S. Vela              | Mesero (MI)                |                     |

### Classifica finale
|  | Pos. | Squadra          | Pt | G  | V  | N  | P  | GF | GS | DR  |
|  | ---- | ---------------- | -- | -- | -- | -- | -- | -- | -- | --- |
|  | 1.   | Caravaggio       | 48 | 30 | 19 | 10 | 1  | 55 | 22 | +33 |
|  | 2.   | Aurora Desio     | 44 | 30 | 18 | 8  | 4  | 55 | 28 | +27 |
|  | 3.   | Trevigliese      | 38 | 30 | 16 | 6  | 8  | 53 | 28 | +25 |
|  | 3.   | Banca del Lavoro | 38 | 30 | 15 | 8  | 7  | 43 | 36 | +7  |
|  | 5.   | Cassano          | 34 | 30 | 13 | 8  | 9  | 49 | 38 | +11 |
|  | 6.   | La Benvenuta     | 33 | 30 | 12 | 9  | 9  | 42 | 38 | +4  |
|  | 7.   | Pejo Lorenteggio | 31 | 30 | 11 | 9  | 10 | 37 | 35 | +2  |
|  | 8.   | Abbiategrasso    | 29 | 30 | 10 | 9  | 11 | 44 | 40 | +4  |
|  | 9.   | Speranza Siltal  | 26 | 30 | 9  | 8  | 13 | 31 | 33 | -2  |
|  | 10.  | Fulgor Canonica  | 24 | 30 | 7  | 10 | 13 | 31 | 41 | -10 |
|  | 10.  | Cernusco         | 24 | 30 | 8  | 8  | 14 | 37 | 49 | -12 |
|  | 12.  | Vela             | 23 | 30 | 8  | 7  | 15 | 40 | 66 | -26 |
|  | 12.  | Erminio Giana    | 23 | 30 | 7  | 9  | 14 | 30 | 43 | -13 |
|  | 12.  | Tritium          | 23 | 30 | 10 | 3  | 17 | 33 | 38 | -5  |
|  | 15.  | Corsico          | 22 | 30 | 8  | 6  | 16 | 36 | 54 | -18 |
|  | 16.  | Arlunese         | 20 | 30 | 6  | 8  | 16 | 37 | 64 | -27 |

Legenda:
      Ammesso alle finali nazionali.
      Retrocesso in Seconda Categoria.
  Retrocesso e in seguito riammesso.
Regolamento:
Due punti a vittoria, uno a pareggio, zero a sconfitta.
- Spareggi salvezza: Vela-Tritium 4-2 (a Sesto San Giovanni); Giana Erminio-Tritium 2-1 (a Treviglio).

## Girone D

### Squadre partecipanti
| Squadra                | Città (provincia)        | Stagione precedente |
| ---------------------- | ------------------------ | ------------------- |
| U.S. Arnatese          | Arnate di Gallarate (VA) |                     |
| U.S. Bollatese         | Bollate (MI)             |                     |
| G.C. Cassanesi         | Cassano Magnago (VA)     |                     |
| A.S. Cesano Maderno    | Cesano Maderno (MI)      |                     |
| U.S. Cistellum         | Cislago (VA)             |                     |
| Pol. Gaviratese        | Gavirate (VA)            |                     |
| S.S. Gerenzanese       | Gerenzano (VA)           |                     |
| F.B.C. Laveno Mombello | Laveno Mombello (VA)     |                     |
| F.B.C. Luino           | Luino (VA)               |                     |
| U.S. Malnatese         | Malnate (VA)             |                     |
| G.S. Mobilieri Bovisio | Bovisio Masciago (MI)    |                     |
| A.C. Parabiago         | Parabiago (MI)           |                     |
| A.S. Seveso            | Seveso (MI)              |                     |
| S.S. Siemens           | Milano                   |                     |
| S.S. Sommese           | Somma Lombardo (VA)      |                     |
| F.C. Vedanese          | Vedano Olona (VA)        |                     |

### Classifica finale
|  | Pos. | Squadra           | Pt | G  | V  | N  | P  | GF | GS | DR  |
|  | ---- | ----------------- | -- | -- | -- | -- | -- | -- | -- | --- |
|  | 1.   | Sommese           | 46 | 30 | 19 | 8  | 3  | 68 | 35 | +33 |
|  | 2.   | Siemens           | 41 | 30 | 16 | 9  | 5  | 63 | 32 | +31 |
|  | 2.   | Mobilieri Bovisio | 41 | 30 | 15 | 11 | 4  | 45 | 23 | +22 |
|  | 4.   | Cassanesi         | 38 | 30 | 14 | 10 | 6  | 59 | 39 | +20 |
|  | 5.   | Parabiago         | 35 | 30 | 14 | 7  | 9  | 45 | 29 | +16 |
|  | 6.   | Luino             | 33 | 30 | 13 | 7  | 10 | 52 | 44 | +8  |
|  | 7.   | Laveno Mombello   | 32 | 30 | 13 | 6  | 11 | 45 | 45 | 0   |
|  | 8.   | Seveso            | 29 | 30 | 9  | 11 | 10 | 54 | 56 | -2  |
|  | 8.   | Gerenzanese       | 29 | 30 | 10 | 9  | 11 | 48 | 54 | -6  |
|  | 10.  | Bollatese         | 28 | 30 | 10 | 8  | 12 | 51 | 55 | -4  |
|  | 10.  | Malnatese         | 28 | 30 | 10 | 8  | 12 | 47 | 51 | -4  |
|  | 10.  | Arnatese          | 28 | 30 | 10 | 8  | 12 | 46 | 57 | -11 |
|  | 13.  | Gaviratese        | 26 | 30 | 12 | 2  | 16 | 46 | 45 | +1  |
|  | 14.  | Cesano Maderno    | 25 | 30 | 8  | 9  | 13 | 52 | 65 | -13 |
|  | 15.  | Vedanese          | 14 | 30 | 4  | 6  | 20 | 42 | 85 | -43 |
|  | 16.  | Cistellum         | 7  | 30 | 1  | 5  | 24 | 27 | 75 | -48 |

Legenda:
      Ammesso alle finali nazionali.
      Retrocesso in Seconda Categoria.
Regolamento:
Due punti a vittoria, uno a pareggio, zero a sconfitta.

## Girone E

### Squadre partecipanti
| Squadra                    | Città (provincia)          | Stagione precedente |
| -------------------------- | -------------------------- | ------------------- |
| A.C. Bressana              | Bressana Bottarone (PV)    |                     |
| A.S. Canobbio Teloni       | Castelnuovo Scrivia (AL)   |                     |
| F.B.C. Casteggio           | Casteggio (PV)             |                     |
| U.S. Castellana            | Castel San Giovanni (PC)   |                     |
| A.C. Codogno               | Codogno (MI)               |                     |
| U.S. Fiorenzuola           | Fiorenzuola d'Arda (PC)    |                     |
| D.A. Innocenti             | Milano                     |                     |
| Pol. Livraga               | Livraga (MI)               |                     |
| U.S. Pontolliese           | Ponte dell'Olio (PC)       |                     |
| A.C. Pro Casale            | Casalpusterlengo (MI)      |                     |
| A.C. Pro Piacenza          | Piacenza                   |                     |
| A.S. Sant'Angelo           | Sant'Angelo Lodigiano (MI) |                     |
| U.S. Soresinese            | Soresina (CR)              |                     |
| S.G. Stradellina Primavera | Stradella (PV)             |                     |
| G.S. Supercortemaggiore    | Cortemaggiore (PC)         |                     |
| A.V.C. Vogherese           | Voghera (PV)               |                     |

### Classifica finale
|  | Pos. | Squadra               | Pt | G  | V  | N  | P  | GF | GS | DR  |
|  | ---- | --------------------- | -- | -- | -- | -- | -- | -- | -- | --- |
|  | 1.   | Fiorenzuola           | 41 | 30 | 16 | 9  | 5  | 58 | 36 | +22 |
|  | 2.   | Codogno               | 40 | 30 | 18 | 4  | 8  | 62 | 40 | +22 |
|  | 3.   | Soresinese            | 37 | 30 | 14 | 9  | 7  | 47 | 30 | +17 |
|  | 4.   | Castellana            | 35 | 30 | 14 | 7  | 9  | 57 | 46 | +11 |
|  | 4.   | Pro Piacenza          | 35 | 30 | 14 | 7  | 9  | 53 | 50 | +3  |
|  | 6.   | Vogherese             | 32 | 30 | 10 | 12 | 8  | 47 | 51 | -4  |
|  | 7.   | Innocenti             | 31 | 30 | 13 | 5  | 12 | 72 | 53 | +19 |
|  | 7.   | Livraga               | 31 | 30 | 12 | 7  | 11 | 50 | 47 | +3  |
|  | 7.   | Stradellina Primavera | 31 | 30 | 11 | 9  | 10 | 51 | 49 | +2  |
|  | 7.   | Sant'Angelo           | 31 | 30 | 13 | 5  | 12 | 53 | 58 | -5  |
|  | 11.  | Canobbio Teloni       | 30 | 30 | 11 | 8  | 11 | 60 | 63 | -3  |
|  | 12.  | Pontolliese           | 25 | 30 | 9  | 7  | 14 | 45 | 49 | -4  |
|  | 12.  | Pro Casale            | 25 | 30 | 9  | 7  | 14 | 53 | 63 | -10 |
|  | 14.  | Bressana              | 19 | 30 | 6  | 7  | 17 | 31 | 60 | -29 |
|  | 14.  | Supercortemaggiore    | 19 | 30 | 5  | 9  | 16 | 24 | 43 | -19 |
|  | 16.  | Casteggio             | 18 | 30 | 8  | 6  | 18 | 34 | 59 | -25 |

Legenda:
      Ammesso alle finali nazionali.
      Retrocesso in Seconda Categoria.
  Retrocesso e in seguito riammesso.
Regolamento:
Due punti a vittoria, uno a pareggio, zero a sconfitta.

### Spareggio per il 14. posto
|          | Risultato |                    | Luogo e data                        |
| -------- | --------- | ------------------ | ----------------------------------- |
| Bressana | 4 - 1     | Supercortemaggiore | Castel San Giovanni, 31 maggio 1959 |
|          |           |                    |                                     |

## Finali per il titolo
- Caravaggio, Chiari, Fiorenzuola, Morbegnese e Sommese sono qualificate alle finali del Campionato Nazionale Dilettanti. La Lega Regionale Lombarda non ha fatto disputare le finali regionali.

### Libri
- Pietro Serina, La Sebinia - Un secolo della nostra storia, Castenedolo, Stampato da Stilgraf, settembre 2000,  p. 108.
- Tutti gli uomini del pallone - F.C. Laveno Mombello 50° di fondazione (1947-1997) Francesco Ottone.
- Pietro Serina, Bergamo in Campo - 1905-1994: il nostro calcio, i suoi numeri, Zanica (BG), L'Impronta, 1995.
- La grande storia del calcio Lombardo F.I.G.C. - C.R.L. dal 1911 al 2023.

### Giornali
- Archivio della Gazzetta dello Sport, stagione 1958-1959, consultabile presso le Biblioteche:
  - Biblioteca nazionale braidense di Milano;
  - Biblioteca Nazionale Centrale di Firenze;
  - Biblioteca Nazionale Centrale di Roma;
  - Biblioteca civica Berio di Genova;
  - e presso Emeroteca del C.O.N.I. di Roma (non è online ma è da consultare in sede).

### Altri documenti
- Comunicati ufficiali della Lega Regionale Lombarda della stagione 1958-1959 conservati dal Comitato Regionale Lombardia in via Pitteri a Milano.